# Erich Thienhaus
Erich Thienhaus (* 30. August 1909 in Lübeck; † 22. März 1968 in Detmold) war Dozent für Akustik und Instrumentenkunde.

## Leben

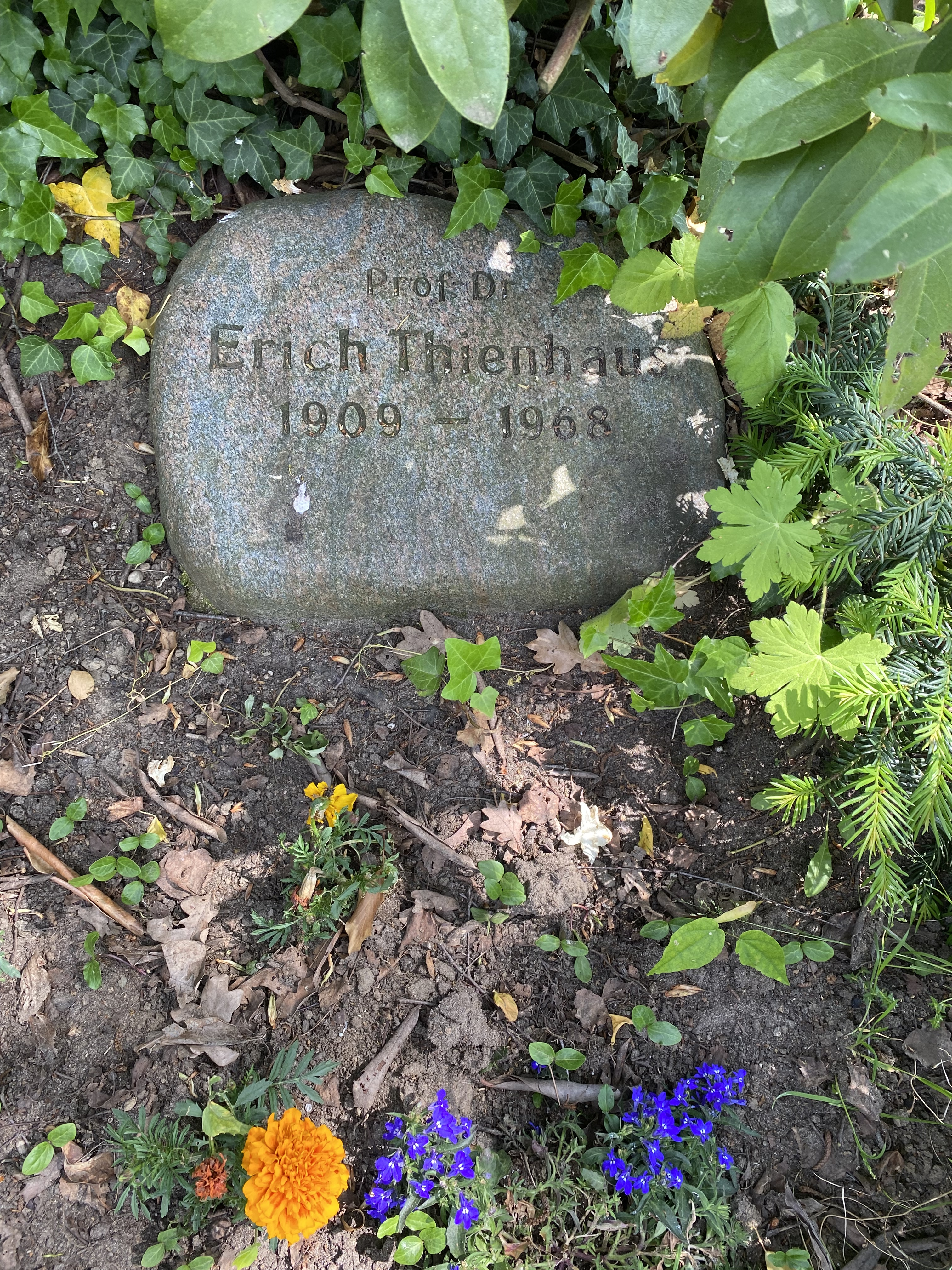
Grabstätte auf dem Friedhof Blankenese

Sein erstes Studium der Physik und der Mathematik schloss er 1932 mit dem Erwerb des Diploms ab. In der Folge betrieb er intensive Untersuchungen des Instrumentenklangs, der Schallübertragung und der Raumakustik und unterzog sich einem Musikstudium in den Fächern Orgel (bei seinem Schwager Hugo Distler), Instrumentation und Partiturspiel. Dabei lernte er eine Reihe der berühmtesten Barockorgeln Deutschlands kennen und studierte sowohl ihre klanglichen Eigenschaften als auch die technisch-konstruktiven Gegebenheiten. Er promovierte 1935 in Berlin, arbeitete als Wissenschaftler, half 1943 der modernen Langspielplatte den Weg bahnen, nahm Klanguntersuchungen an über 300 Kirchenglocken vor und lehrte an der Berliner Musikhochschule.
Am 1. Oktober 1946 wurde er als Dozent für Akustik und Instrumentenkunde nach Detmold an die neu gegründete Nordwestdeutsche Musikakademie, die heutige Hochschule für Musik Detmold, berufen. Hier gründete er das erste deutsche musikalisch-akustische Institut zur Ausbildung von Tonmeistern, heute Erich-Thienhaus-Institut genannt. Der von ihm eingerichtete Studiengang war absolut neu und bildete das erste Tonmeisterinstitut Europas.
Thienhaus führte in Detmold zwischen 1949 und 1963 sechs internationale Tonmeister-Tagungen durch, die sein unermüdliches Wirken auf dem Gebiet der Musikübertragung krönten – und abschlossen. Sein früher Tod 1968 ließ ihn den Umzug in die noch von ihm geplanten neuen Räumlichkeiten neben dem neu errichteten Konzertsaal (Neue Aula) der Hochschule 1969 nicht mehr erleben.
Erich Thienhaus wurde auf dem Hamburger Friedhof Blankenese beigesetzt.

## Schüler
- Klaus Hashagen (1924–1998)